# Gustaf Olofsson i Åvik
Gustaf Ferdinand Olofsson (i riksdagen kallad Olofsson i Åvik), född 4 januari 1849 i Västra Ny socken, död 18 februari 1929 i Askersunds landsförsamling, var en svensk lantbrukare och politiker (liberal). 
Gustaf Olofsson, som var son till en arrendator, var lantbrukare i Åvik i Askersunds landskommun, där han också var ledande kommunalman. 
Olofsson var riksdagsledamot i andra kammaren i två omgångar: 1900–1902 för Kumla och Sundbo häraders valkrets samt 1912–1917 för Örebro läns södra valkrets. I riksdagen tillhörde han Frisinnade landsföreningens riksdagsparti Liberala samlingspartiet. Han var bland annat ledamot i andra kammarens tredje tillfälliga utskott 1912 och engagerade sig bland annat i alkoholpolitik.
Olofsson var även aktiv i fredsrörelsen och ingick i centralstyrelsen för Svenska freds- och skiljedomsföreningen.